# Liste des titres musicaux numéro un au Canada en 2013
Cette page liste les titres musicaux classés numéro un au Canada au cours de l'année 2013 d'après le Canadian Hot 100.

## Historique
| №  | Date         | Artiste(s)                              | Chanson               | Réf.   |
| -- | ------------ | --------------------------------------- | --------------------- | ------ |
| 1  | 5 janvier    | Bruno Mars                              | Locked Out of Heaven  | [ 1 ]  |
| 2  | 12 janvier   | will.i.am et Britney Spears             | Scream and Shout      | [ 2 ]  |
| 3  | 19 janvier   | will.i.am et Britney Spears             | Scream and Shout      | [ 3 ]  |
| 4  | 26 janvier   | will.i.am et Britney Spears             | Scream and Shout      | [ 4 ]  |
| 5  | 2 février    | will.i.am et Britney Spears             | Scream and Shout      | [ 5 ]  |
| 6  | 9 février    | Macklemore et Ryan Lewis featuring Wanz | Thrift Shop           | [ 6 ]  |
| 7  | 16 février   | Macklemore et Ryan Lewis featuring Wanz | Thrift Shop           | [ 7 ]  |
| 8  | 23 février   | Macklemore et Ryan Lewis featuring Wanz | Thrift Shop           | [ 8 ]  |
| 9  | 2 mars       | Macklemore et Ryan Lewis featuring Wanz | Thrift Shop           | [ 9 ]  |
| 10 | 9 mars       | Macklemore et Ryan Lewis featuring Wanz | Thrift Shop           | [ 10 ] |
| 11 | 16 mars      | Macklemore et Ryan Lewis featuring Wanz | Thrift Shop           | [ 11 ] |
| 12 | 23 mars      | Rihanna featuring Mikky Ekko            | Stay                  | [ 12 ] |
| 13 | 30 mars      | Rihanna featuring Mikky Ekko            | Stay                  | [ 13 ] |
| 14 | 6 avril      | Rihanna featuring Mikky Ekko            | Stay                  | [ 14 ] |
| 15 | 13 avril     | Pink featuring Nate Ruess               | Just Give Me a Reason | [ 15 ] |
| 16 | 20 avril     | Pink featuring Nate Ruess               | Just Give Me a Reason | [ 16 ] |
| 17 | 27 avril     | Pink featuring Nate Ruess               | Just Give Me a Reason | [ 17 ] |
| 18 | 4 mai        | Pink featuring Nate Ruess               | Just Give Me a Reason | [ 18 ] |
| 19 | 11 mai       | Pink featuring Nate Ruess               | Just Give Me a Reason | [ 19 ] |
| 20 | 18 mai       | Pink featuring Nate Ruess               | Just Give Me a Reason | [ 20 ] |
| 21 | 25 mai       | Pink featuring Nate Ruess               | Just Give Me a Reason | [ 21 ] |
| 22 | 1er juin     | Robin Thicke featuring T.I. et Pharrell | Blurred Lines         | [ 22 ] |
| 23 | 8 juin       | Robin Thicke featuring T.I. et Pharrell | Blurred Lines         | [ 23 ] |
| 24 | 15 juin      | Robin Thicke featuring T.I. et Pharrell | Blurred Lines         | [ 24 ] |
| 25 | 22 juin      | Robin Thicke featuring T.I. et Pharrell | Blurred Lines         | [ 25 ] |
| 26 | 29 juin      | Robin Thicke featuring T.I. et Pharrell | Blurred Lines         | [ 26 ] |
| 27 | 6 juillet    | Robin Thicke featuring T.I. et Pharrell | Blurred Lines         | [ 27 ] |
| 28 | 13 juillet   | Robin Thicke featuring T.I. et Pharrell | Blurred Lines         | [ 28 ] |
| 29 | 20 juillet   | Robin Thicke featuring T.I. et Pharrell | Blurred Lines         | [ 29 ] |
| 30 | 27 juillet   | Robin Thicke featuring T.I. et Pharrell | Blurred Lines         | [ 30 ] |
| 31 | 3 août       | Robin Thicke featuring T.I. et Pharrell | Blurred Lines         | [ 31 ] |
| 32 | 10 août      | Robin Thicke featuring T.I. et Pharrell | Blurred Lines         | [ 32 ] |
| 33 | 17 août      | Robin Thicke featuring T.I. et Pharrell | Blurred Lines         | [ 33 ] |
| 34 | 24 août      | Robin Thicke featuring T.I. et Pharrell | Blurred Lines         | [ 34 ] |
| 35 | 31 août      | Katy Perry                              | Roar                  | [ 35 ] |
| 36 | 7 septembre  | Katy Perry                              | Roar                  | [ 36 ] |
| 37 | 14 septembre | Katy Perry                              | Roar                  | [ 37 ] |
| 38 | 21 septembre | Katy Perry                              | Roar                  | [ 38 ] |
| 39 | 28 septembre | Miley Cyrus                             | Wrecking Ball         | [ 39 ] |
| 40 | 5 octobre    | Katy Perry                              | Roar                  | [ 40 ] |
| 41 | 12 octobre   | Lorde                                   | Royals                | [ 41 ] |
| 42 | 19 octobre   | Lorde                                   | Royals                | [ 42 ] |
| 43 | 26 octobre   | Lorde                                   | Royals                | [ 43 ] |
| 44 | 2 novembre   | Lorde                                   | Royals                | [ 44 ] |
| 45 | 9 novembre   | Lorde                                   | Royals                | [ 45 ] |
| 46 | 16 novembre  | Eminem featuring Rihanna                | The Monster           | [ 46 ] |
| 47 | 23 novembre  | Lorde                                   | Royals                | [ 47 ] |
| 48 | 30 novembre  | Eminem featuring Rihanna                | The Monster           | [ 48 ] |
| 49 | 7 décembre   | Eminem featuring Rihanna                | The Monster           | [ 49 ] |
| 50 | 14 décembre  | Pitbull featuring Kesha                 | Timber                | [ 50 ] |
| 51 | 21 décembre  | Pitbull featuring Kesha                 | Timber                | [ 51 ] |
| 52 | 28 décembre  | Pitbull featuring Kesha                 | Timber                | [ 52 ] |